# اينار هانسن
اينار هانسن Einar Hansen (ولد 11 يوليو 1892 - توفي 30 أغسطس 1951) هو لاعب كرة قدم نرويجي. لعب مع نادي فريغ أوسلو وأصبح بطل النادي في أعوام 1914 و 1916 و 1921، وسجل أحد الأهداف في المباراة النهائية في عام 1914. ظهر هانسن لأول مرة مع المنتخب الوطني النرويجي ضد السويد في عام 1912 ولعب ما مجموعه ست مباريات دولية.
كان هانسن مهما في تاريخ فريق فريغ، والذي فاز بست بطولات في ثماني سنوات من 1914 إلى 1921 في كريستيانيا وثلاث بطولات النرويج. كما لعب رياضة الباندى.

## روابط خارجية
- اينار هانسن على موقع اتحاد النرويج (النرويجية)
- اينار هانسن على موقع قاعدة بيانات كرة القدم.إي يو (الإنجليزية)
- اينار هانسن على موقع ناشيونال فوتبول تيمز (الإنجليزية)
- اينار هانسن على موقع عالم كرة القدم.نت (الإنجليزية)